# Militära grader i de österrikiska bergstrupperna

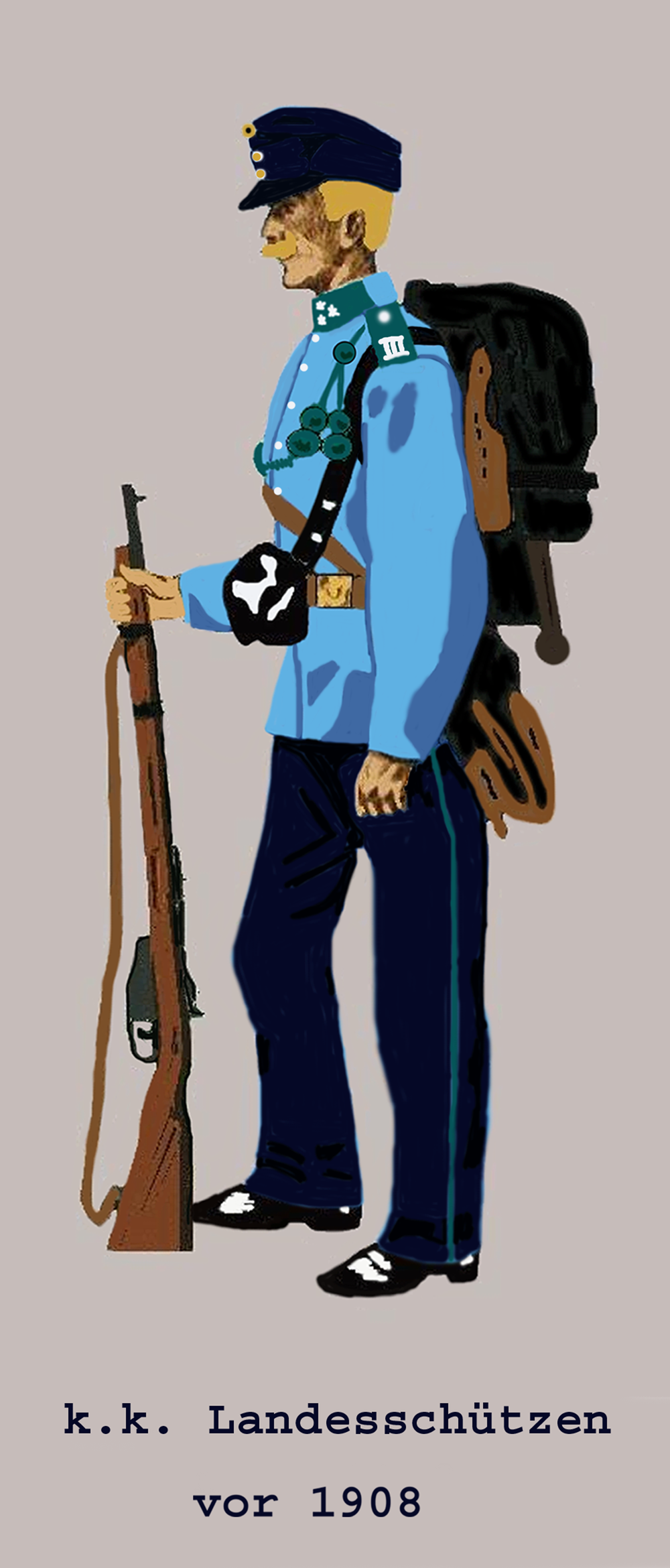
Bergsjägare i fältdräkt (fältuniform 1904).

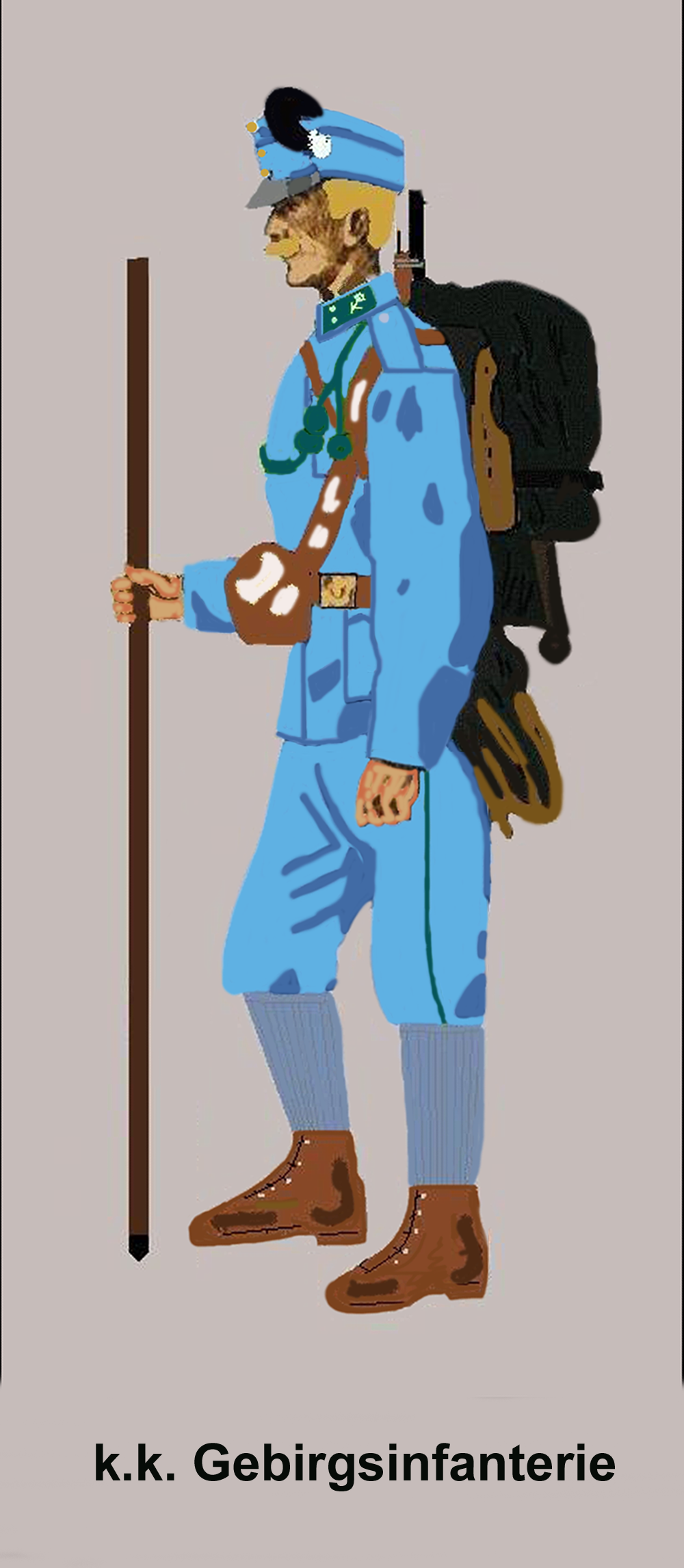
Bergsjägare i fältdräkt (fältuniform 1911).

Militära grader i de österrikiska bergstrupperna visar den hierarkiska ordningen i och de gradbeteckningar som bars av de österrikiska bergstrupperna 1907-1918.
På förslag av Conrad von Hötzendorfs grundades de österrikiska bergsjägartrupperna 1906, inte som en del av dubbelmonarkins gemensamma armé, utan som en del av den österrikiska riksdelens egen armé, k.k. Landwehr för att förstärka det högalpina gränsförsvaret. Vissa landsskytteregementen ombildades till bergstrupper och tillsammans med landstormsgränsskyddskompanierna och gendarmeriet utgjorde de ryggraden i ett lokalbaserat gränsförsvar. Förbanden påbörjade högalpin utbildning och förlades i sommarstationer vid alpvärdshus, vandrarhyddor och i tältläger. Vinterstationerna låg i alpdalarna där ett omfattande program med vinterövningar, alpkurser och skidutbildning även ägde rum. Sedan 1907 bar de österrikiska bergsjägarna en edelweiss som förbandstecken på vapenrockens krage.
- K.k. Landesschützen-Regiment „Trient“ Nr. I med stab i Trentino
- K.k. Landesschützen-Regiment „Bozen“ Nr. II med stab i Bolzano
- K.k. Landesschützen-Regiment „Innichen“ Nr. III med stab i San Candido
- Landwehr Infanterie Regiment „Klagenfurt“ Nr. 4 med stab i Klagenfurt
- Landwehr Infanterie Regiment „Laibach“ Nr. 27 med stab i Ljubljana

Landesschütze Menig
Patrouillenführer Vicekorpral
Unterjäger Korpral
Zugsführer Sergeant
Oberjäger Fanjunkare
Kadett-Feldwebel från 1908 Kadett Kadett
Stabsoberjäger (till 1914) Fanjunkare
Stabsoberjäger (efter 1914) Fanjunkare
Offiziersstellvertreter (ny grad 1915) Fanjunkare i officersbefattning
Kadettoffiziersstellvertreter (till 1908) Kadettfanjunkare
Fähnrich (från 1908) Kadettfanjunkare
Leutnant Underlöjtnant
Oberleutnant Löjtnant
Hauptmann Kapten
Major Major
Oberstleutnant Överstelöjtnant
Oberst Överste